# Емил Джаков
Емил Стефанов Джаков е български физик, работил в областта на електрониката.

## Биография
Емил Джаков е роден на 15 март (2 март стар стил) 1908 година в Свищов в семейството на архитект Стефан Джаков, което по-късно се премества в Пловдив. Има трима братя – първият български радиолюбител Иван Джаков и художника Крум Джаков и Борислав Джаков.
Емил Джаков завършва гимназия в Пловдив, а през 1931 година – физика в Софийския университет „Св. Климент Охридски“, където започва да подготвя докторантура.
От 1933 година Джаков е асистент, от 1939 година – доцент, от 1942 година извънреден, а от 1945 година – редовен професор в Софийския университет, където преподава техническа физика, опитна физика, основи на електротехниката и радиотехника. От 1945 до 1967 година оглавява катедрата по техническа механика.
През 1948 година Емил Джаков става член-кореспондент на БАН, а от 1952 година оглавява секцията по физическа и приложна електроника във Физическия институт към БАН. През 1963 година секцията е отделена в самостоятелен Институт по електроника и той остава негов директор до смъртта си. През 1959 – 1961 година е и заместник директор на Обединения институт за ядрени изследвания в Дубна. От 1967 година е академик, член на БАН. Има двама сина – Боян и Асен. Боян Джаков също е физик.
Емил Джаков умира на 15 септември 1978 година.

## Награди
- Орден „За гражданска заслуга“ ІV степен (1945)
- Лауреат на Димитровска награда ІІ степен (1952)
- Орден „Кирил и Методий“ І степен (1958, 1963)
- Орден „Червено знаме на труда“ (1959)
- Орден „Народна република България“ ІІ степен (1968); І степен (1978)
- Заслужил деятел на науката (1972)
- Златен орден за заслуги към Полската народна република
- Заслужил метролог.